# دهستان کوهسار (خوانسار)
دهستان کوهسار نام دهستانی در بخش مرکزی شهرستان خوانسار، استان اصفهان در ایران است. بر اساس سرشماری مرکز آمار ایران در سال ۱۳۸۵، جمعیت آن ۲۷۲۵ نفر (۹۱۶ خانوار) بوده‌است.